# جوان سذرلاند
جوان سذرلاند (بالإنجليزية: Joan Sutherland)‏ (و. 1926 – 2010 م) هي مغنية، ومغنية أوبرا من أستراليا، والمملكة المتحدة، ولدت في سيدني، توفيت في مونترو، عن عمر يناهز 84 عاماً، بسبب قصور القلب.

## التعليم
تعلمت في الكلية الملكية للموسيقى ‏.

## جوائز
حصلت على جوائز منها:
- Royal Philharmonic Society Gold Medal  [لغات أخرى]‏ (2002)
- نيشان الاستحقاق (29 نوفمبر 1991)[15]
- قائدة رتبة الإمبراطورية البريطانية (30 ديسمبر 1978)[16]
- وصيف وسام أستراليا (9 يونيو 1975)[17]
- قائد وسام الامبراطورية البريطانية (10 يونيو 1961)[18]
- Australian of the Year [الإنجليزية]‏ (1960)
- مركز كينيدي الثقافي
- رتبة الإمبراطورية البريطانية.

## وصلات خارجية
- جوان سذرلاند على موقع IMDb (الإنجليزية)
- جوان سذرلاند على موقع الموسوعة البريطانية (الإنجليزية)
- جوان سذرلاند على موقع مونزينجر (الألمانية)
- جوان سذرلاند على موقع ميوزك برينز (الإنجليزية)
- جوان سذرلاند على موقع إن إن دي بي (الإنجليزية)
- جوان سذرلاند على موقع أول ميوزيك (الإنجليزية)
- جوان سذرلاند على موقع ديسكوغز (الإنجليزية)
- جوان سذرلاند على موقع قاعدة بيانات الفيلم (الإنجليزية)

- جوان سذرلاند في قاعدة بيانات الأفلام على الإنترنت